# Anna Cummins
Anna Cummins, född den 21 mars 1980 i Seattle, Washington, är en amerikansk roddare.
Hon tog OS-guld i åtta med styrman i samband med de olympiska roddtävlingarna 2008 i Peking.